# Syndroom van Münchhausen by proxy
Het syndroom van Münchhausen by proxy is een psychiatrisch syndroom en een vorm van fysieke en/of psychische (kinder)mishandeling waarbij iemand herhaaldelijk medische hulp zoekt voor bewust gefingeerde (of zelf veroorzaakte) stoornissen of ziektes bij een derde. In het classificatiesysteem DSM-IV is de aandoening in appendix B vermeld als factitious disorder by proxy. In het classificatiesysteem DSM-5 staat Münchhausen by proxy vermeld als Factitious Disorder imposed on another en het syndroom van Münchhausen als Factitious Disorder imposed on self. Soms wordt ook de naam syndroom van Meadow gebruikt, naar de eerste beschrijver. Mensen die MBP plegen en betrapt worden, kunnen door justitie worden gehoord als verdachten van (kinder)mishandeling.

## Beschrijving
Kenmerkend voor MBP is dat de pleger om persoonlijke aandacht van medische hulpverleners vraagt, door een aan zijn zorg toevertrouwd kind, ouder(s) (vader of moeder) of soms ook huisdier ziektes, kenmerken van ziektes, of verwondingen toe te brengen en als patiënt aan deze hulpverleners aan te bieden. In sommige gevallen is de dader zelf een zorgverlener die patiënten of kinderen professioneel geruime tijd onder zijn of haar hoede heeft. De ziekte zou dus ook ‘indirect syndroom van Münchhausen’ of ‘syndroom van Münchhausen via een tussenpersoon’ genoemd kunnen worden. De aandoening is een variant op het syndroom van Münchhausen, waarbij de patiënt fantasieverhalen afsteekt over ziekten bij zichzelf. Om zijn verzonnen aandoeningen kracht bij te zetten, komt het voor dat zo'n patiënt zichzelf ziek maakt of verwondt.
De patiënt begeleidt het slachtoffer naar artsen en hulpverleners en doet zich daar meestal erg begaan en meelevend voor. Meestal gaat het om een ouder die zijn kind presenteert maar ook kan een eigenaar zijn huisdier telkenmale chronisch ziek maken en dierenartsen blijven bezoeken met het zoveelste kwaaltje. Kenmerkend voor een moeder die aan dit syndroom lijdt, is het gemak waarmee zij instemt met allerlei voor het kind belastende medische onderzoeken en ingrepen, waar een normale bezorgde en meelevende moeder zich niet zo snel bij neerlegt.
Münchhausen by proxy leidt ertoe dat een aan de zorg van een volwassene toevertrouwd kind (of huisdier) telkens ziek gemaakt en aldus chronisch mishandeld wordt. Dit kan gebeuren in de vorm van geweld (bekend is het geval van een moeder die door een verborgen camera erop betrapt werd haar kind met een kussen bijna te verstikken), maar vaker door subtiele wijze van uithongering, slechte voeding, toedienen van drugs of geneesmiddelen. Soms heeft dit (uiteindelijk) de dood van het kind (of dier) tot gevolg.
Sommige kinderen zijn ernstig geestelijk beschadigd geraakt door de jarenlange suggestie dat ze ziek zijn, de herhaalde gang naar artsen en ziekenhuizen inclusief de belastende lichamelijke onderzoeken en behandelingen en door de sociale isolatie van vriendjes en school ten gevolge van hun aangeprate ziektes.
Een bijzondere vorm van MBP is onterechte beschuldiging van (seksueel) misbruik. Dat is een probaat middel om de andere ouder (meestal de vader) voor altijd het contact te ontzeggen met hun kinderen. Ook hier ontstaat veel emotionele schade bij het kind door het toedoen van hulpverleners, voortdurende politieverhoren en alles wat hierbij kan komen. Daarbij komt dan nog de voortdurende hersenspoeling van het kind door (meestal) de moeder, om het klaar te stomen voor belastende getuigenissen.

## Geschiedenis
Het syndroom werd voor het eerst beschreven door Sir Roy Meadow, in een artikel in The Lancet in 1977. Meadow voerde de video-observatie in van kinderen bij wie een ouder/verzorger van dit syndroom werd verdacht en hij slaagde erin vele gevallen van mishandeling in het ziekenhuis door zich onbespied wanende ouders op video vast te leggen.

## Naamsverklaring
De referentie aan de naam gaat terug naar de verhalenfiguur baron van Münchhausen, die bekendstond om zijn enorm aangedikte verhalen, waardoor hij als groot fantast en leugenaar de geschiedenis inging. De baron vertelde overigens alleen sterke verhalen, hij fingeerde geen aandoeningen. 
In het geval van MBP gebruikt de pleger hier iemand anders voor. De Engelse term "proxy" betekent zowel "tussenpersoon" als "volmacht" (een tussenpersoon handelt ook in principe bij volmacht). Dit moet echter metaforisch worden opgevat: het kind heeft de ouders nergens toe gemachtigd, noch andersom, het kind wordt buiten medeweten laat staan goedvinden, als "tussenpersoon" gebruikt.

## Herkenning
Voor hulpverleners en medici is het vaak moeilijk om erachter te komen of een kind, zorgbehoevende of huisdier slachtoffer is van een ouder, hulpgever of verzorger die lijdt aan het syndroom. Een complicerende factor hierbij is, dat de arts of dierenarts vaak niet de enige is die meermalen geconfronteerd wordt met de steeds chronisch ziek blijvende persoon/het huisdier, doordat de lijder aan het syndroom vaak meer medici en hulpverleners bezoekt. Daardoor raakt de dossieropbouw gefragmenteerd. Daarnaast is een karakteristiek element van lijders aan dit syndroom, dat ze altijd zullen blijven ontkennen, zelfs als ze direct worden geconfronteerd met bewijs tegen hen (zoals filmbeelden).
Voor de herkenning van het syndroom is het belangrijk alert te zijn op een al te "gewillige" moeder die zonder protesten telkenmale haar kind voor belastende of pijnlijke medische verrichtingen aan de medici ter beschikking stelt. Als er een helder patroon duidelijk is, kan de lijder geïdentificeerd en behandeld worden en kan het slachtoffer worden opgevangen.

### Aantallen
Jaarlijks worden in Nederland volgens officiële cijfers ongeveer 60 kinderen ziek door toedoen van een ouder of verzorgende. Volgens een vertrouwensarts van Veilig Thuis in Utrecht is dit slechts het topje van de ijsberg, en ligt het werkelijke aantal zeker tienmaal hoger. Artsen zijn niet opgeleid om deze vorm van misbruik te herkennen, en veelal geneigd om de ouders te vertrouwen. Als men het al vermoedt, dan is het juridisch bewijs vaak heel moeilijk te leveren. Veel zaken worden daarom geseponeerd of eindigen in vrijspraak, waarna het kind weer bij de ouders komt, en dan een 40% kans heeft op herhaling. Op aandringen van de vereniging van vertrouwensartsen is door het ministerie van Volksgezondheid en het Openbaar Ministerie begin 2015 een werkgroep opgericht om de problematiek in kaart te brengen en landelijke richtlijnen op te stellen, om zo mishandelde kinderen eerder te herkennen en beter in te kunnen grijpen.